# Salazaria (bướm)
Salazaria là một chi bướm ngày thuộc họ Lycaenidae.